# Klaartje Wakker
Klaartje Wakker is een stripverhaal uit de reeks van Suske en Wiske. Het is geschreven door Peter Van Gucht en getekend door Wout Schoonis. Het kwam uit als 373ste album in de Vierkleurenreeks op 17 april 2024.

## Personages
- Suske, Wiske, Lambik, Jerom, tante Sidonia, professor Barabas, Klaartje Wakker, zwerver, Klaas Vaak, nachtmerrie en hengst

## Locaties
- Huis van tante Sidonia, bioscoop, park, het laboratorium van professor Barabas, Dromenland

## Uitvindingen
- straalkanon

## Verhaal

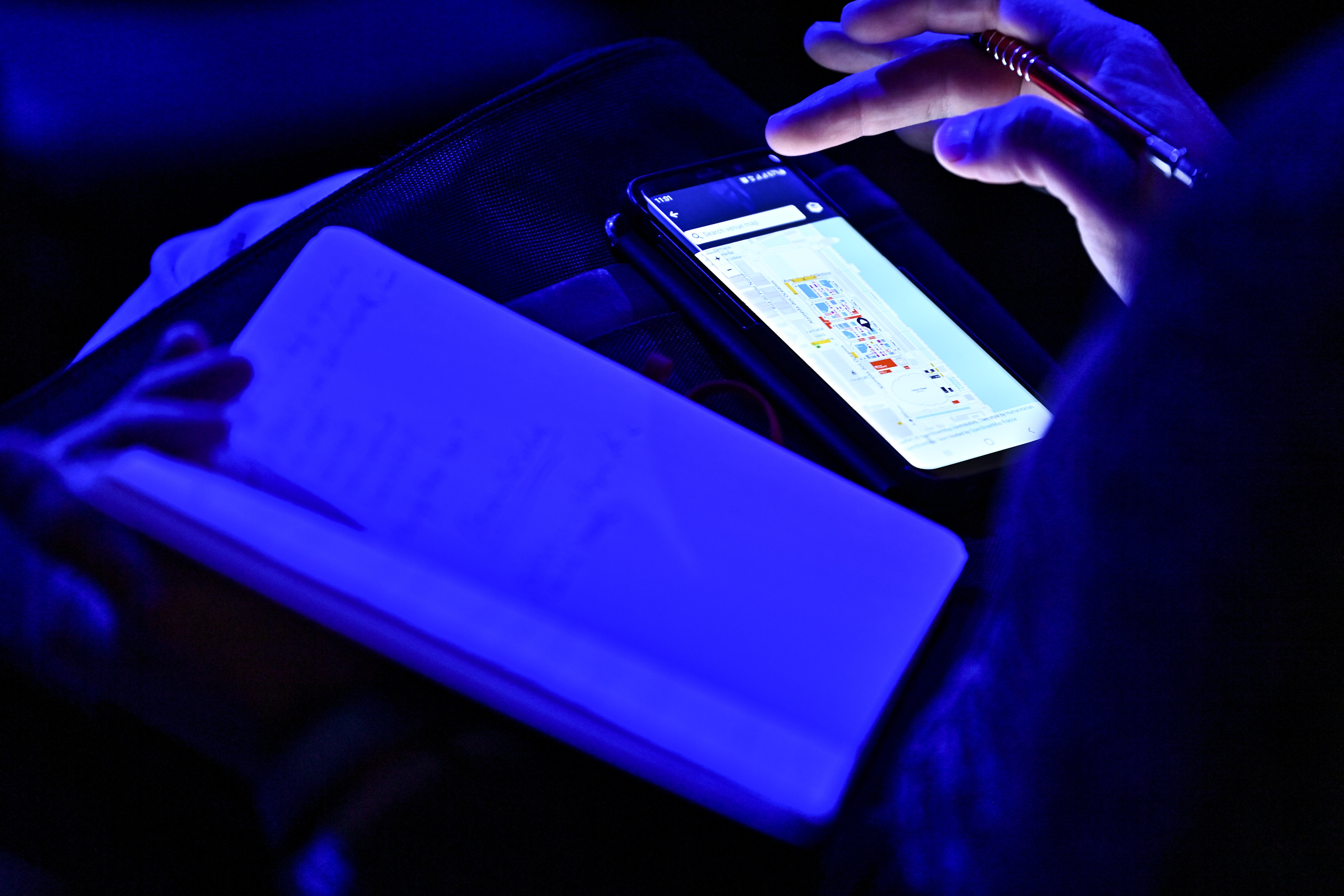
Smartphones geven veel licht, waardoor slapen lastiger gaat

Tante Sidonia neemt de kinderen mee naar de bioscoop en wil de film over de Zandman kijken. In het park wordt een zwerver wakker gemaakt door Klaartje. In de bioscoop ziet Klaartje hoe populair Klaas is en ze wil wraak. Niemand zal nog slapen als het aan Klaartje ligt. Wiske heeft een telefoonverslaving en als tante Sidonia de telefoon in een kluis bergt, maakt ze deze 's nachts stiekem open om hem weer terug te nemen. Klaartje ziet het blauwe licht van de smartphone en bedenkt een plan om Klaas Vaak te verslaan. Ze laadt zich op met het licht (haar gloeilamp wordt hierdoor blauw) en laat Wiske een filmpje delen op social media.
De volgende ochtend ziet tante Sidonia dat Wiske blauw licht uitstraalt en ze wordt zelf ook geflitst. Suske kan met hulp van Jerom ontsnappen en ze zien dat veel mensen volgelingen zijn geworden van Klaartje. Ze stralen allemaal hetzelfde blauwe licht uit als Klaartje. Ze gaan naar het laboratorium van professor Barabas waar Klaas Vaak ook is opgevangen. Hij vertelt dat hij naar Dromenland moet gaan om Klaartje te kunnen verslaan. Daar is een muziekdoos met magische slaapliedjes, maar hij raakt bewusteloos. Inmiddels komen tante Sidonia, Wiske en een heleboel andere mensen met Klaartje Wakker naar het huis van professor Barabas. Jerom kan ze tijdelijk tegenhouden. Suske eet slaapzand en komt zo in Dromenland terecht.
Ook Jerom wordt geflitst, maar Lambik, Suske en professor Barabas kunnen nog ontkomen. Suske verdwijnt langzaam en komt in Dromenland terecht. Wiske eet in opdracht van Klaartje ook slaapzand en gaat Suske achterna om hem te flitsen. Professor Barabas ontwerpt een straalkanon om het blauwe licht uit te schakelen, maar hij wordt verslagen. Lambik krijgt het ding in handen en hij eet ook slaapzand. Hij wil Suske beschermen in Dromenland. De nachtmerrie neemt Suske op de rug als de nachthengst door Wiske wordt geflitst. Samen gaan ze naar de dromenfabriek. Lambik ziet onderweg telschapen en de Incubus en Succubus. Suske en de nachtmerrie worden door de wakker gemaakte slapende honden achternagezeten.
Suske bereikt de magische muziekdoos, maar krijgt de la niet open. Dan herinnert hij zich dat Klaas Vaak zei dat hij aan een open la moest denken. Met lucide dromen kun je je droom sturen en het lukt Suske om de la te openen. De muziek begint en iedereen in Dromenland en op aarde valt in slaap. Zelfs Klaartje Wakker kan niet aan de slaap ontkomen. Als Klaartje Wakker wakker wordt, voelt ze zich geweldig. Voortaan wil ze elke nacht slapen. Klaartje en Klaas sluiten vrede en zullen voortaan samenwerken. Klaas waarschuwt Wiske niet tot diep in de nacht naar het blauwe licht te staren.